# Institut Teknologi Sepuluh Nopember
Institut Teknologi Sepuluh Nopember – indonezyjska państwowa uczelnia techniczna w Surabai (prowincja Jawa Wschodnia). Została założona w 1957 roku.